# Liga de Portugal de waterpolo femenino
La Liga de Portugal de waterpolo femenino es la competición más importante de waterpolo femenino entre clubes portugueses.

## Historial
Estos son los ganadores de la liga:
- 2009: Sport Comércio e Salgueiros
- 2008: Clube Fluvial Portuense
- 2007: Clube Fluvial Portuense